# Paul Felder
Pour les articles homonymes, voir Felder.
 (septembre 2021).
La mise en forme du texte ne suit pas les recommandations de Wikipédia : il faut le « wikifier ».
Les points d'amélioration suivants sont les cas les plus fréquents :
- Les titres sont pré-formatés par le logiciel. Ils ne sont ni en capitales, ni en gras.
- Le texte ne doit pas être écrit en capitales (les noms de famille non plus), ni en gras, ni en italique, ni en « petit »…
- Le gras n'est utilisé que pour surligner le titre de l'article dans l'introduction, une seule fois.
- L'italique est rarement utilisé : mots en langue étrangère, titres d'œuvres, noms de bateaux, etc.
- Les citations ne sont pas en italique mais en corps de texte normal. Elles sont entourées par des guillemets français : « et ».
- Les listes à puces sont à éviter, des paragraphes rédigés étant largement préférés. Les tableaux sont à réserver à la présentation de données structurées (résultats, etc.).
- Les appels de note de bas de page (petits chiffres en exposant, introduits par l'outil «  Source ») sont à placer entre la fin de phrase et le point final[comme ça].
- Les liens internes (vers d'autres articles de Wikipédia) sont à choisir avec parcimonie. Créez des liens vers des articles approfondissant le sujet. Les termes génériques sans rapport avec le sujet sont à éviter, ainsi que les répétitions de liens vers un même terme.
- Les liens externes sont à placer uniquement dans une section « Liens externes », à la fin de l'article. Ces liens sont à choisir avec parcimonie suivant les règles définies. Si un lien sert de source à l'article, son insertion dans le texte est à faire par les notes de bas de page.
- La présentation des références doit suivre les conventions bibliographiques. Il est recommandé d'utiliser les modèles {{Ouvrage}}, {{Chapitre}}, {{Article}}, {{Lien web}} et/ou {{Bibliographie}}. Le mode d'édition visuel peut mettre en forme automatiquement les références.
- Insérer une infobox (cadre d'informations à droite) n'est pas obligatoire pour parachever la mise en page.

Pour une aide détaillée, merci de consulter Aide:Wikification.
Si vous pensez que ces points ont été résolus, vous pouvez retirer ce bandeau et améliorer la mise en forme d'un autre article.
Paul Felder, né le 25 avril 1984 à Philadelphie en Pennsylvanie, est un ancien pratiquant américain d'arts martiaux mixtes (MMA), devenu commentateur sportif pour l'Ultimate Fighting Championship (UFC).

## Biographie

### Jeunesse
Paul Felder naît et grandi à Philadelphie, en Pennsylvanie, avec ses parents irlandais américains, Felder a commencé à s'entraîner aux arts martiaux à l'âge de 12 ans en commençant par le Tae Kwon Do et le Karaté. Il a été à l' université des arts de Philadelphie, et obtient son diplôme en 2008. À côté des cours à l'université, Felder a commence le Muay Thai avant de passer plus tard aux arts martiaux mixtes.

## Carrière dans les arts martiaux mixtes

### Débuts (2011-2014)
Felder a amassé un record amateur de MMA de 3-1 et a commencé sa carrière professionnelle en MMA en 2011. Felder a combattu entièrement dans sa région natale, avec la plupart de ses combats pour la promotion régionale Cage Fury Fighting Championships .
Felder est finalement devenu champion des poids légers pour la promotion, remportant le titre par KO au deuxième round contre Marc Stevens. Felder a ensuite défendu son titre par KO au deuxième round contre Craig Johnson, avant de signer avec l'UFC en août 2014

### Parcours au sein de l'Ultimate Fighting Championship (2014-)
Felder a fait ses débuts le 4 octobre 2014 à l'UFC Fight Night 54 où il a affronté Jason Saggo. Felder a remporté le combat par décision partagée.
Felder a battu Danny Castillo par KO au deuxième tour, ce qui a valu à Felder le prix Performance of the Night.
Felder a affronté Edson Barboza le 25 juillet 2015 à l'UFC sur Fox 16, en remplacement de Myles Jury blessé. Il perd le combat par décision unanime. Les deux athlètes ont remporté le bonus Combat de la soirée.
Felder a fait face à Ross Pearson le 5 septembre 2015 à l'UFC 191. Il perd un combat très disputé par décision partagée.
Felder bat Daron Cruickshank par soumission au troisième round le 17 janvier 2016 à l'UFC Fight Night 81,.
Felder a ensuite affronté Josh Burkman le 29 mai 2016 à l'UFC Fight Night 88. Il remporte le combat par décision unanime.
Felder a affronté Francisco Trinaldo le 24 septembre 2016 à l'UFC Fight Night 95. Pendant le combat, il reçoit de multiples coups de coude de Trinaldo qui ouvrent une importante plaie sur son visage. Le médecin arrete le combat à 2:25 du troisième round. Felder perd par TKO (arrêt du médecin).
Felder a affronté Alessandro Ricci le 19 février 2017 à l'UFC Fight Night 105. Il a remporté le combat via TKO au premier round,. La victoire a également offert à Felder son deuxième bonus Performance of the Night.
Felder a affronté Stevie Ray le 16 juillet 2017 à l'UFC Fight Night 113. Il a remporté le combat par KO au premier round. La victoire a également valu à Felder son troisième bonus Performance of the Night.
Felder devait affronter Al Iaquinta le 2 décembre 2017 à l'UFC 218. Cependant, Iaquinta s'est retiré du combat le 31 octobre en raison d'une blessure et a été remplacé par Charles Oliveira. Felder a remporté le combat au deuxième round, terminant Oliveira via TKO avec une série de coup de coudes.
Felder perd son combat en poids moyens mi-moyens contre Mike Perry à l'UFC 226 le 7 juillet par décision partagée.
Felder affronte James Vick le 17 février 2019 à l'UFC sur ESPN 1. Il remporte le combat par décision unanime.
Felder a affronté Edson Barboza pour la seconde fois le 7 septembre 2019 à l'UFC 242. Felder gagne par décision partagée controversée,. 13 des 16 journaux de MMA ont désigné Barboza comme vainqueur.
En tant que premier combat de son nouveau contrat, Felder affronte Dan Hooker le 23 février 2020 à UFC Fight Night : Felder vs. Hooker,. Il a perdu le combat via une décision partagée controversée. 12 des 17 journalistes des médias ont jugé le combat à l'avantage de Felder. Ce combat lui a valu un bonus Combat de la soirée. Après le combat que Felder explique qu'il s'agissait peut-être de son dernier combat. Il clarifie par la suite dans une interview avec Ariel Helwani qu'il ne prenait pas sa retraite, mais qu'il recherchait des combats au gout de défi,.
Paul Felder se porte volontaire avec seulement cinq jours de préparation pour remplacer Islam Makhachev et affronter l'ancien champion des poids légers de l'UFC Rafael dos Anjos le 14 novembre 2020, en tête d'affiche de l'UFC Fight Night : Felder contre dos Anjos- Felder devait initialement travailler sur l'événement en tant que commentateur. Felder perd le combat par décision partagée. Ce combat lui a valu le prix du combat de la soirée. Par la suite, Felder a signé un nouveau contrat de plusieurs combats avec l'UFC.
Le 22 mai 2021, alors qu'il travaillait comme commentateur pour la diffusion de l'UFC Fight Night : Font vs. Garbrandt, Felder annonce sa retraite de la compétition d'arts martiaux mixtes.

## Vie privée
Felder a une fille, Aisling, née en 2015.